# Szász László (építész)
Szász László (Pécs, 1953. július 1. –) Ybl-díjas magyar építész.

## Életpályája
Középiskolai tanulmányai a pécsi Nagy Lajos Gimnáziumban végezte (1967–71), majd a Budapesti Műszaki Egyetem építészmérnöki karán szerzett diplomát (1972–1977). 1984–1986 között a Magyar Építőművészek Szövetsége (MÉSZ) mesteriskolájában posztgraduális képzésen vett részt.
Első munkahelye az Ipari Épülettervező Vállalat (IPARTERV) volt, ahol 1977–1985 között dolgozott. Pályafutását a Magasépítési Tervező Vállalatnál (MATERV) folytatta (1986–1988 és 1991–1997), közben 1988 és 1990 között a The Zimmerman Design Groupnál tevékenykedett. 1998 óta a másodmagával alapított STÚDIÓ'100 Architects építésziroda ügyvezetője.

## Fontosabb munkái

### Megépült munkái
- Budapest, II. Riadó u. társasház 1984
- Glenn Humphry Hall átalakítás Milwaukee, USA 1989
- West Bend Mutual Insurance Co. West Bend, USA 1990
- GlaxoWellcome Gyógyszergyár Törökbálint 1995-96
- MHC Depo Budapest, XI. Építész u. 1996
- TESCO Hipermarket Budapest, XIV. Fogarasi út 1997
- SCI Hungary Elelktronikai gyár Tatabánya 1998
- INFO-PARK Kutatóközpont 1. Budapest, XI. Neumann János u. 1999
- West End Business Center Budapest, XIII. Váci út 1999-2000
- TESCO Budaörsi Áruház Budaörs, Kinizsi u. 1-3 2000

### Fontosabb pályázatai
- EXPO Magyar Pavilon – BME Építészmérnöki Kar – Informatika Épület IV. díj 1994
- Alkotás Point Irodaház 2000
- Modern Művészetek Múzeuma – Budapest, Millenniumi városrész 2000
- HungaroControl Székház, Budapest 2001

## Díjai
- MÉSZ – ÉTE Diplomadíj 1977
- Pro Architectura díj 1997
- Figyelő Építészeti Díj 2000
- XI. ker Pro Architectura Díja 2000
- Ybl Miklós-díj 2003